# William McNamara
William West McNamara (Dallas, 31 de marzo de 1965) es un actor estadounidense de cine y televisión.

## Vida personal
Nacido en Dallas, Texas, McNamara es hijo de un empleado de la Ford Motor Company y una diseñadora de interiores. Asistió al Salisbury School, a la Universidad de Columbia, y estudió en el Instituto de Teatro y Cine Lee Strasberg en Nueva York.  Es un activista por los derechos de los animales.

## Carrera
Apareció en los largometrajes Texasville, Stella, Copycat, Surviving the Game, y Stealing Home. En televisión, interpretó aMontgomery Clift en Lizː The Elizabeth Taylor Story y a Ricky Nelson en Pesadillas y alucinaciones de las historias de Stephen King. Tuvo un papel regular en la serie de Showtime Beggars and Choosers. Apareció eb las películas para televisión Doing Time on Maple Drive y Wildflower (nominado al premio CableACE), y apareció en NYPD Blue y Law & Order: SVU, entre otras series de televisión.

## Activismo
McNamara es un activista por los derechos de los animales y vegano. Comenzó rescatando gatos, perros y caballos, y ahora viaja por el mundo defendiendo los derechos de los animales. McNamara ha producido varios documentales, incluyendo el documental de Nat Geo Wild Network: Animal Intervention, sobre la industria de los animales exóticos en los Estados Unidos de América.

## Filmografía
- Opera (1987) – Stefano
- Stealing Home (1988) – Billy Wyatt (adolescente)
- The Beat (1988) – Billy Kane
- Dream a Little Dream (1989) – Joel
- Stella (1990) – Pat Robbins
- Texasville (1990) – Dickie Jackson
- Wildflower (1991)
- Aspen Extreme (1993) – Todd Pounds
- Extreme Justice (1993) – Mark Franklin (surfista, no acreditado)
- Chasers (1994) – Eddie Devane
- Surviving the Game (1994) – Derek Wolfe Jr.
- Radio Inside (1994) – Matthew Anderson
- Copycat (1995) – Peter Foley
- Storybook (1995) – Príncipe Arthur
- Girl in the Cadillac (1995) – Rick
- Snitch (1996) – Shakley
- Dead Girl (1996) – Damon
- Stag (1997) – Jon DiCapri
- The Deli (1997) – Kevin
- Natural Enemy (1997) – Jeremy
- Glam (1997) – Sonny Daye
- The Brylcreem Boys (1997) – Sam Gunn
- Sweet Jane (1998) – Stan Bleeker
- Something to Believe In (1998) – Mike
- Ringmaster (1998) – Troy Davenport
- Implicated (1999) – Tom Baker
- Paper Bullets (1999) – Laurence McCoy
- Knockout (2000) – Michael DeMarco
- Just Sue Me (2000) – Daniel
- The Calling (a.k.a. Man of Faith) (2002) – Bobby Murky
- The Kings of Brooklyn (2004) – Chris Parmel
- The Iron Man (2006) – Gerard
- The Still Life (2007) – Profesor
- April Moon (2007) – David
- A Dance for Bethany (2007) – James Fisher
- The Grift (2008) – Hugh Babcock
- The Bleeding (2009) – Dan Williams
- The Ascent (2010) – Joel
- The Legend of Hell's Gate: An American Conspiracy (2010) – Jones Moon
- Cut! (2012) – Bryan Wolff
- Dry (2014) – Dr Brown
- Truth (2015)
- Last Man Club (2016) – Joe Scanlin
- The Secrets of Emily Blair (2016) – Sr. Regan
- Happenstance (2017) - Bodhi
- Rottentail (2018) - Jake Mulligan
- Amber Road (2022) - James
- Angels Fallen: Warriors of Peace (2024)

### Televisión
- Secret of the Sahara (miniserie de 1988) – Philip
- Island Son (serie de 1989) – Sam
- Wildflower (1991) – Sammy Perkins
- Doing Time on Maple Drive (1992) – Matt Carter
- Silk Stalkings (episodio "The Brotherhood", emitido el 9 de enero de 1992) – Clay Edwards
- Honor thy Mother (1992) – Chris
- Sworn to Vengeance (1993) – Michael Burke
- Liz: The Elizabeth Taylor Story (1995) – Montgomery Clift
- Perversions of Science (episodio "Given the Heir", emitido el 18 de junio de 1997) – Nick Boyer
- Natural Enemy (1997) – Jeremy
- Welcome to Paradox (episodio "Blue Champagne", emitido el 2 de noviembre de 1998) – Q.M.
- Brimstoneː el pacto (episodio "Encore", emitido el 6 de junio de 1998) – Gilbert Jax
- Beggars and Choosers (serie de 1999–2001) – Brad Advail
- The Outer Limits (episodio "Better Luck Next Time", emitido el 20 de agosto de 1999) – Kimble
- The Hunger (episodio "Approaching Desdemona", emitido el 6 de febrero de 2000) – Kent Johanssen
- Time Lapse (2001) – Clayton Pirce
- Trapped (2001) – C. Whitmore Evans
- McBride: Murder Past Midnight (2002) – Chris Parmel
- Law & Order: Special Victims Unit (episodio "Pandora") (2003) – Detective Sam Bishop
- NYPD Blue (episodio de 1 de febrero de 2005) – Richard Pancara
- American Black Beauty (2005) – Wilford
- Pesadillas y alucinaciones de las historias de Stephen King (1 episodio) (2006) – Ricky Nelson
- Beyond the Break (2 episodios) (2007) – Richard
- The Wrong Roommate (2016) – Mark
- Running Away (2017) – Richard